# 洛爾德斯 (北桑坦德省)
洛爾德斯是一座哥倫比亞的城鎮，位於該國東北部，由北桑坦德省負責管轄。距離首府庫庫塔68公里。始建於1905年，面積86平方公里，海拔高度1,425米，2005年的人口為3,407。

## 外部連結
- （西班牙文） Government of Norte de Santander - Lourdes
- （西班牙文） Lourdes official website

7°58′N 72°50′W / 7.967°N 72.833°W